# Billbergia ambigua
Billbergia ambigua là một loài thực vật có hoa trong họ Bromeliaceae. Loài này được (L.B.Sm. & Read) Betancur & N.R.Salinas mô tả khoa học đầu tiên năm 2006.